# Mirai Shōnen Konan
Mirai Shōnen Konan (未来少年コナン lit. Conan, el niño del futuro?) es una serie de anime de ciencia ficción transmitida en Japón por primera vez entre el 4 de abril y 31 de octubre de 1978 por la cadena NHK. Consta de una sola temporada de 26 episodios de aproximadamente 30 minutos cada uno. Es una adaptación libre de la novela de 1970 llamada La ola increíble por el escritor de ciencia ficción Alexander Key. Esta fue la primera serie dirigida por Hayao Miyazaki.
Una serie alternativa llamada  Mirai Shōnen Konan II: Taiga Adventure (未来少年コナンII タイガアドベンチャー Mirai Shōnen Konan Tsū: Taiga Adobenchā?) se transmitió por la cadena japonesa TBS entre el 16 de octubre de 1999 y el 1 de abril del 2000. El staff original no trabajó en esta serie y no tiene relación con la historia original.

## Argumento

### Historia original
La historia comienza en julio de 2008, en un momento en el que la humanidad se enfrenta a la amenaza de extinción. Una guerra devastadora librada con armas ultra-magnéticas mucho más grandes y poderosas que cualquier otra vista antes, inclusive que las bombas atómicas; lo cual provoca un caos total y destrucción en todo el mundo, lo que resulta en varios terremotos y tsunamis. La tierra se sale de su eje, su corteza se balancea por movimientos masivos, y los cinco continentes se desgarran por completo y se hunden profundamente bajo el mar.
El intento de un grupo de personas de huir al espacio exterior fracasó, y sus naves espaciales se vieron obligadas a regresar a la tierra y desaparecieron, lo que hizo añicos sus esperanzas. Pero una de las naves espaciales escapó por poco de la destrucción y se estrelló en una pequeña isla que había sobrevivido milagrosamente a la devastación. Los tripulantes de la nave espacial se instalaron allí, como si fueran semillas sembradas en la isla.
En medio de estos supervivientes, un niño llamado Conan nace en octubre de 2010, trayendo un nuevo rayo de esperanza a los supervivientes. Después de varios años, durante los cuales la mayoría de los demás sobrevivientes habían muerto y las únicas personas que quedaban en la isla eran Conan y su abuelo, Conan conoce a una joven llamada Lana y comienza su aventura. Entre las diferentes islas que quedan en el mundo, incluidas Industria, High Harbour, Remnant y otras, el joven grupo de aventureros viaja y surge el conflicto entre buenos y malos. A lo largo de la serie se desarrolla una historia de amor entre Conan y Lana.

### Taiga Adventure
La serie derivada se centra en un niño llamado Taiga y su aventura en el mundo de los artefactos mágicos conocidos como OOPArts. El OOPArt central, conocido como Obats (オーバッツ Ōbattsu?), es una estatua viviente gigante, y está en camino de traer la perdición al mundo mientras recolecta otros OOPArts y se vuelve más poderoso.

## Personajes

### Principales
- Conan: El protagonista de la serie. Un niño de 10 años que ha nacido al amparo de las cenizas del nuevo mundo devastado por la gran guerra. Hijo de una pareja de supervivientes del holocausto en una isla aislada por las aguas oceánicas, la cual es llamada La Isla Perdida de Nokosare, es considerado como el "hijo de todos". No recuerda a sus padres ni a la mayoría de los supervivientes, solo al último de ellos, que lo llama abuelo. Se cría bajo una vida bastante tranquila y solitaria en la Isla Perdida de Nokosare, hasta el día que descubre a Lana, quien ha llegado a la orilla de la playa, como víctima de un naufragio. Conan es un chico especial, dotado con una increíble fuerza sobrehumana y una resistencia sorprendente, sus habilidades bajo el mar son increíbles y consideradas como un talento sobrenatural. También domina los dedos de los pies en igualdad a los de las manos. Viste con un pantaloncillo marrón y una camiseta verde; va en buen camino con los pies descalzos y suele ir armado siempre con un arpón. Desde que conoce a Lana, la convierte en su amiga especial y jura ayudarla en todo lo que pueda; por eso, cuando ella es secuestrada por Monsley y sus secuaces de Industria, su objetivo en la vida es protegerla a cualquier precio.

- Lana: Es la nieta de 10 años del doctor Lao, nacida y criada en High Harbour. Industria la considera un perfecto cebo para atraer al doctor Lao con el objetivo de secuestrarlo, torturarlo y extorsionarlo con tal de conseguir la energía solar. Lana es una chica muy madura para su edad, es valiente, dulce e inteligente. Desde que conoce a Conan, sus corazones quedan unidos y nunca cesarán en su empeño por estar juntos. Tiene la habilidad de hablar con los pájaros y de comunicarse por telepatía con su abuelo, e incluso con Conan.

- Jimpsy ("Gimsi"): El inseparable amigo de Conan, amigo leal, travieso, glotón, un poco egoísta y prepotente, además de violento pero de buen corazón. En su isla se dedicaba a la caza y sobrevivía de lagartos, frutas y de las ranas. Estas últimas marcaron sus hábitos alimenticios al punto de que casi todos los capítulos de la serie se le oyen preguntas como "¿hay ranas en ese lugar?", o se le ve inspeccionando los esteros en busca de batracios. Suele portar un arco y un carcaj con flechas e intercambiaba sus frutas y animales con el barracuda de Industria por los llamados taba-taba (cigarrillos). Confiesa que pasa de las chicas de su isla porque son lloronas y se comen toda la comida. Vive aislado de la demás gente al otro lado de la isla. Termina por hacerse criador de cerdos. Hacia el final de la serie termina saliendo con Thera, y se la lleva a esta hacia su isla natal.

- Monsley: Vicepresidenta de industria. Es una mujer astuta y con grandes dotes para el mando. Suele tripular "el Halcón" en misiones para Industria. Al principio parece fría y un tanto despiadada, pero todo es causa de que solamente era una niña cuando ocurrió la gran catástrofe y se crio marcada por ella. Más adelante, acaba descubriendo que está en el lado equivocado y sus virtudes terminan sirviendo a Conan y sus amigos. Pese a sus desprecios iniciales, su corazón termina cayendo en las redes del capitán Dyce, cuya relación es un tanto curiosa, ya que Monsley miraba con desprecio a Dyce en un principio llamándole idiota todo el tiempo.

- Capitán Dyce: ("Deis") Es la parte cómica de la serie. Es el capitán del Barracuda y se ocupa de traer el "plastis" a Industria. Fue él quien secuestró a Lana desde High Harbour, pero luego se ocupa de volver a traerla en el capítulo "La rebelión de Dyce". Odia a industria y no soporta a Monsley (aunque esté loco por ella). A pesar de ser un hombre egoísta y de traicionar al principio a Conan y a Jimpsy, acaba siendo de los buenos. Ama a su barco "El Barracuda" y lucharía por él hasta la muerte. Hacia el final de la serie Termina contrayendo matrimonio con Monsley mientras lleva a Conan y a Lana hacia la Isla Perdida de Nokosare.

- Lepka Es el director de Industria. Su único afán es el de ser el supremo dominante de la Tierra; para ello, desea poseer a cualquier precio la energía solar y suele hacer volar un inmenso avión conocido como el Gigante (un vestigio superviviente de la gran guerra que devastó el mundo). Con ese avión, la energía solar y las armas que quedan en Industria, podría dominar todos los pueblos que quedan en el mundo. Es un ser malvado, sin ningún tipo de escrúpulos ni moral.

## Participaciones especiales
- Patch / Doctor Bliac Lao: Gran e ilustre ingeniero en el campo de la energía solar. Todos le buscan en Industria porque es el único que conoce el secreto de la gran torre triangular. Oculto, se hace pasar por Patch en el barco de salvamento y así, pasa desapercibido para sus ambiciosos enemigos. Es un hombre sabio y calculador, domina la telepatía al igual que su nieta Lana. Al principio, ni ella lo reconoce, pues, quedó desfigurado cuando huía de Industria. Más adelante, incluso, se queda ciego y sordo, pero se comunica con Lana a través de telepatía.

- Lukke: Habitante del subsuelo de Industria. Cabecilla de los rebeldes que luchan contra Lepka, conoce todos los pasadizos secretos en la maraña de túneles bajo la torre triangular. Es un hombre joven y alto con el cabello largo y oscuro. En su frente lleva la marca de los rebeldes repudiados por Industria.

## Secundarios
- Tekki: Un charrán (ave marina de cuerpo blanco y cabeza negra) amigo de Lana. Al igual que muchos de sus congéneres, se comunica con Lana y es capaz de transmitirle noticias, como por ejemplo:  Si Conan o sus amigos siguen vivos.

- Mucu: Fue el perro de Monsley, murió en la gran catástrofe, inseparable y fiel mascota de Monsley.

- Uro (Orlo):Es el jefe de la otra parte de High Harbour. Domina la montaña con sus jinetes y posee cerdos y jabalíes. Comercia su carne por harina de los habitantes del pueblo. Tiene sometidos a los pastores de su extremo de la isla, controlados por sus capataces, a quienes llama "los ejecutivos". Es un chico frío, malvado, ambicioso hasta el punto de traicionar a la gente de High Harbour, para prestar sus servicios a Industria.

- Thera (Tara): Hermana de Orlo, está muy unida a su hermano y siente odio hacia todos los demás, termina pasándose al bando de los buenos y acaba saliendo con Jimpsy con quien se dirigen hacia su isla con los cerdos que este cría.

- Tío Gull: Tío de Lana. El doctor del pueblo, un hombre justo y generoso.

- Tía Mesa (Maizal): Tía de Lana, esposa de Gull e hija del doctor Lao.

- Dongoro: El segundo del Barracuda. Leal marino, siempre a las órdenes de Dyce, se las tuvo con Conan y Jimpsy al principio, debido a lo traviesos que eran. Suele andar cotilleando lo que hace su capitán, pero siempre está de su lado.

- Gucchi: El cocinero del Barracuda. Junto con Dongoro siempre sigue a Dyce esté en el lado que esté. Se ocupaba del comercio de viandas con los isleños que visitaba el Barracuda en busca de plastic. A cambio ofrece los famosos 'taba-taba'.

- Terit: Operario de cierto rango del barco de salvamento. Odia a Patch porque es su jefe y ansía su cargo. Su máximo deseo es alcanzar los 80 créditos que otorgan la ciudadanía de clase 2, por lo que haría cualquier cosa como ser un chivato de Industria.

- Abuelo de Conan: Aparece en el primer capítulo de la serie, narrando la historia de lo que fue la Hecatombe Electromagnética. Al parecer, fue uno de los astronautas sobrevivientes de una expedición espacial de rescate durante la Guerra Electromagnética, y que sobrevivió al accidente de la nave junto a sus compañeros, quienes aterrizaron de manera forzosa en el centro de la Isla Perdida de Nokosare. Es un hombre tranquilo que basa su existencia en cuidar de Conan, su único anhelo es saber si aún quedan supervivientes en la tierra después de la Gran Catástrofe Electromagnética y del Hundimiento de los Cinco Continentes. Antes de morir le dijo a Conan que buscase gente y que hiciese amigos, pues...un hombre no debe vivir solo.

## Producción
Con un total de 26 episodios, la serie fue producida por Nippon Animation y contó con el debut como director de Hayao Miyazaki, quien también contribuyó a los diseños de personajes y guiones gráficos. Otros futuros creadores de anime prominentes como Isao Takahata (guiones gráficos, dirección) y Yoshiyuki Tomino (guiones gráficos) también trabajaron en la serie.
Nippon Animation presentó originalmente a NHK con varias propuestas. Al principio se favoreció por una historia inédita, pero finalmente se eligió la novela La Ola Increíble.
Hubo un tiempo de preparación de tres meses para el diseño. Pasaron seis meses entre el inicio del trabajo de animación clave y la emisión del primer episodio. Aunque en ese momento ya se había producido un stock de ocho episodios, el programa aún estaba retrasado. Según Miyazaki, "les llevó de diez días a dos semanas producir un solo episodio" y que si "NHK no hubiera insertado un programa especial allí como relleno, probablemente se habría convertido en un verdadero desastre. Si no hubiéramos estado trabajando para NHK, nunca hubiéramos podido sacar a Conan".
El personal estaba feliz de trabajar en una historia más optimista después de Marco.
En una entrevista de 1983 con Yōkō Tomizawa de Animage, Miyazaki declaró que solo trabajó en el programa con la condición de que se le permitiera cambiar la historia. No le gustaba la cosmovisión pesimista de la historia original, sintiendo que era un reflejo de los propios miedos e inseguridades del autor. Quería que una historia dirigida a los niños fuera más optimista y dijera: "Incluso si alguien pierde toda esperanza en el futuro, creo que es increíblemente estúpido andar enfatizando esto a los niños. Enfatícelo a los adultos si es necesario, pero no hay necesidad de hacerlo con los niños. Sería mejor simplemente no decir nada".
Miyazaki también hizo un esfuerzo por distanciarse de la noción de High Harbour en representación de América del Norte e Industria en representación de la Unión Soviética. Para hacer esto, incluso consideró hacer el escenario más japonés. Por ejemplo, en su versión de la historia, la gente de High Harbour cultivaba arroz en lugar de trigo y comía con palillos. Pero esto "habría dado lugar a todo tipo de problemas", por lo que finalmente abandonó la idea.
NHK eliminó una escena de Jimsy fumando cigarrillos antes de la emisión del episodio. Miyazaki admitió que puso "demasiado de sus propios sentimientos en el episodio 8", específicamente en la escena del "beso" bajo el agua. Se había encariñado más con Lana en los episodios 5 y 6 y "se dio cuenta de que incorporaba exactamente la misma línea argumental de un manga que había creado en sus días de estudiante".

## Emisión
La serie se emitió por primera vez en Japón en la cadena de televisión NHK entre el 4 de abril y el 31 de octubre de 1978, en el horario de las 7:30pm. Se ha transmitido regularmente en todo Japón en la red de televisión por satélite de anime Animax, que más tarde también tradujo y dobló la serie al inglés para su transmisión en el sudeste asiático y el sur de Asia.
La serie también se tradujo a muchos otros idiomas, incluidos chino (cantonés y mandarín), francés, español, italiano, catalán, gallego, vasco, portugués, coreano, turco, kurdo y árabe. Se transmitió en España y Latinoamérica.
En 1978, se envió a la familia Alexander Key como cortesía una cinta de video de la NHK con la animación inicial de la serie aún en producción. Sin embargo, a Alexander Key detestó cómo Hayao Miyazaki cambió su historia y se aseguró que nunca permitiría que la serie llegará a Norteamérica.
14 años después, en 1992, Streamline Pictures obtuvo la licencia del anime junto con Nadia: The Secret of Blue Water de NHK. Streamline Pictures denominó las recopilaciones de películas de las series Future Boy Conan (1979) y Future Boy Conan: The Big Giant Robot's Resurrection (1984) para Japan Airlines. Streamline planeaba lanzar las dos películas en Estados Unidos en VHS, pero los herederos de Alexander Key se dieron cuenta. Su testamentaria emitió una carta de cese y desista, amenazando con una demanda legal si la serie llegara a distribuirse en Norteamérica. Esto resultó en que Streamline Pictures devolviera los derechos a NHK. 
Sin embargo, el 8 de julio de 2021, 43 años después de la emisión de la serie en Japón, GKIDS obtuvo la licencia de la serie de televisión que incluirá un nuevo doblaje en inglés y una restauración en 4K. En España, el 9 de julio de 2021, Selecta Visión anunció que se hizo con los derechos de la serie y que usará la misma restauración en 4K en conjunto con Nippon Animation. 
En 1995, un clip de 18 segundos del doblaje en inglés de Streamline Pictures de Future Boy Conan apareció en un juego multijugador interactivo de 3DO, Conan, The Boy in Future: Digital Library (未来 少年 コ ナ ン ノ デ ジ タ ル ラ イ ブ ラ リ ー) lanzado en Japón el 20 de octubre. , 1995 por Emotion Digital Software.